# 变叶芦竹
变叶芦竹（学名：Arundo donax var. versicolor）为禾本科芦竹属下的一个变种。

## 扩展阅读
- 維基物種上的相關：变叶芦竹